# Pedrito Calvo
Pedrito Calvo (Guanabacoa, Provincia de La Habana, 17 de abril de 1942) es un cantante cubano. Es conocido por el sombrero que suele llevar puesto en todas sus actuaciones.

## Biografía
En los años 60 comienza a trabajar como músico profesional en la orquesta de su padre y comienza así su carrera en la que va a participar en distintas orquestas cubana como La Riviera, La Orquesta de Julio Valdés o La Ritmo Oriental.
Serán César Pedroso y Raúl Cárdenas quienes le propongan a Juan Formell (director de Los Van Van) a finales de 1973 incorporar al joven cantante a la famosa banda para convertirse, finalmente, en un líder indiscutible en su orquesta.
Pedrito ha sido artista invitado Afro Cuban All Stars, de Juan de Marcos, NG La Banda, de José Luis Cortés “El tosco”, Pupy y Los que Son Son, La Charanga Habanera, de David Calzado, La Ritmo Oriental, Manolito Simonet y su Trabuco y Sur Caribe de Ricardo Leiva. El paso de Pedrito Calvo por Los Van Van marcó una etapa.
La Nueva Justicia es la orquesta donde aún participa acompañado de su hermano Calixto “Chichi” Fundador y Lazarito “caja fuerte” su sobrino, es el “El Alter Ego”.
Participó del documental Van Van, empezó la fiesta (2001).

## Discografía
De Aquí P'allá
Aquí El Que Baila Gana
El Negro Palmao
De Aquí P'Allá
Loco De Amor
El Que Tiene Un Pollo
La copa rota
Dime Lo Que Tengo Que Cuadrar
Mi mulata
Si Te Van A Dar
El Cheque
¡Apúrate Bailador...!
1- El Cochino
2- Que Mala Suerte
3- Esa Mujer
4- A Toda Cuba Le Gusta
5- Hoy Puede Ser Un Gran Día
6- Mi Caballito
7- Ay Patricia
8- Ay Patricia
9- Esperanza Mía
10- La Pícara
11- Melodía Del Arrabal
12- Mi Chocolate
50 Años
Disc 1
1- Marilú
2- Consejo
3- El negro no tiene ná
4- Será que se acabó
5: Pedrito
Disc 2
1- El negro no tiene ná
2- La niña de los ojos color café
3- Se muere la tía
4- Consejo
5- Marilú
6- Recaditos no
7- Se acabó el querer
8- Música para la muchacha
9- Eso que anda
10- Será que se acabó
Te La Tenia Escondida
1- Como les gusta
2- Sólo pido amor
3- Se acabó el querer
4- Esta vida loca
5- A media luz
6- Soledad
7- Que no, que no
8- La Habana no aguanta más
9- La americana
10- Para llegar tan alto
11- El carnicero
12- Te la tenía escondida.
Vengo Con la Justicia
1- Guantanamo
2- Esa Boquita
3- El Fotingo de Caridad
4- Que Le Den Candela
5- Un Montón De Estrellas
6- Como Les Gusta
7- El negro está cocinando
8- Esa Cosita Es Mia
9- Sábado Sensaciona
10- Te La Tenía Escondida
11- Que no, Que No
12- Santiago De Cuba
Ayer Y Siempre
1- Déjenme en paz
2- Sabor a mí
3- Qué es lo que pasa
4- Que te vaya bien
5- Tenía que ser así
6- Mentiras tuyas
7- Las cuarenta
8- Levántate
9- Lo mismo que a usted
10- Un poco más
11- Negrura
12- Compasión